# Sẻ hồng đốm
Sẻ hồng đốm, còn gọi là Sẻ hồng lớn Kavkaz, tên khoa học Carpodacus rubicilla, là một loài chim trong họ Fringillidae.